# ジェイアール西日本ウェルネット
株式会社ジェイアール西日本ウェルネットは、大阪市淀川区に本社を置く、JR西日本グループの福利厚生事業を行う企業。
西日本旅客鉄道（JR西日本）の完全子会社。

## 概要
JR西日本グループの福利厚生事業の一環として福利厚生施設の運営管理を行っている。

## 管理施設
- 大阪弥生会館 - 大阪市北区。2015年9月30日閉館[3]。
  - 跡地には「ホテルヴィスキオ大阪 by GRANVIA」が2018年6月6日開業[4][5]。
- 宿泊所
  - JRくろしお荘 - 和歌山県白浜町。2019年9月30日閉館[6]。
  - きのさき苑 - 兵庫県城崎町（現：豊岡市）。2010年9月30日閉館。
    - 跡地には「閑吟のはなれ 風月魚匠」が2015年1月10日開業。

  - まつかぜ荘 - 鳥取県米子市。2010年9月30日閉館。
  - 安倍乃荘 - 大阪市阿倍野区。2015年3月31日閉館。
    - 跡地には「ファーストキャビンステーション あべの荘」が2017年10月28日開業[7][8]。